# Basílica pontificia de San Miguel
La Basílica de San Miguel (oficialmente Basílica Pontificia de San Miguel)  está ubicada en la calle de San Justo número 4, en Madrid (España). 
Se encuentra junto al Palacio Arzobispal, en el corazón de la zona conocida como Madrid de los Austrias. 
Está adscrita a la Nunciatura Apostólica en España desde 1892, que ha confiado su atención pastoral a lo largo de su historia a la Orden de los Redentoristas (1892-1959) y posteriormente a la Prelatura personal del Opus Dei, hasta la actualidad. 
Es sede canónica de la Hermandad Sacramental y Cofradía de Nazarenos del Santísimo Cristo de la Fe y del Perdón, María Santísima Inmaculada, Madre de la Iglesia y Arcángel San Miguel, conocida como "Los Estudiantes", hermandad de penitencia que procesiona todos los años en la tarde noche del Domingo de Ramos. 
Recibió el título de Basílica Menor el 19 de octubre de 1930 por el Papa Pío XI y fue declarada Monumento Histórico Artístico Nacional el 28 de noviembre de 1984.

## Historia
La Basílica actual es una de las construcciones arquitectónicas más relevantes del Barroco español, por la singular forma convexa de su fachada y su original planta, poco habitual en el país y única en la ciudad de Madrid. 
El edificio ocupa el solar de la primitiva Parroquia de los Santos Niños Justo y Pastor, martirizados según la tradición en Complutum (actual Alcalá de Henares) durante la persecución de Diocleciano. Este templo era uno de los diez más antiguos de la ciudad pues es citado en el Fuero de Madrid del año 1202, otorgado por Alfonso VIII de Castilla. 
Se trataba de una sencilla iglesia de una sola nave con ábside semicircular realizada en estilo mudéjar toledano, con el ladrillo cocido como material más destacado de su fábrica. El conjunto quedaba rematado por una torre campanario de varios pisos de altura y un cementerio parroquial que rodeaba el templo.
Desde el siglo XII y hasta finales del siglo XVII, el edificio primitivo sufrió modificaciones sustanciales con la construcción de diferentes anexos parroquiales (tal y como se puede apreciar en el Plano de Texeira), así como sucesivas reformas para frenar su progresivo deterioro, que desembocó en un estado de ruina irreversible del conjunto a principios del siglo XVIII. Es en este momento cuando los párrocos deciden trasladar el culto temporalmente a la cercana Iglesia de San Pedro El Viejo, mientras realizan las gestiones necesarias para levantar un nuevo templo en el solar arrasado, que resultan infructuosas debido al estallido de la Guerra de Sucesión y la inestabilidad política que sigue al cambio dinástico de los Austrias a los Borbones. 
La llegada al trono de Felipe V y la política interior y exterior desplegada tanto por el monarca como por su consorte, Isabel de Farnesio, iniciaron una nueva etapa histórica fundamental para entender el contexto en el que se construye el nuevo edificio. 
En 1735 el sexto hijo de los monarcas, el Infante Luis de Borbón y Farnesio, fue nombrado Cardenal Arzobispo de Toledo a la edad de ocho años. La Reina, siendo consciente de la importancia del cargo pero también de la necesidad de que el Infante permaneciera cerca de la Corte, encargó al ayo de sus hijos y persona de su gran confianza, el Marqués de Scotti, que buscara un emplazamiento digno y señero en la ciudad donde construir un templo con una doble funcionalidad: albergar las grandes ceremonias del Arzobispado de Toledo y dejar la impronta de la nueva dinastía en el patrimonio arquitectónico y la traza urbana de la ciudad de Madrid. 
Las obras, realizadas bajo el mecenazgo directo de la reina Isabel de Farnesio, se llevaron a cabo bajo la dirección de los arquitectos italianos Santiago Bonavia y su discípulo Virgilio Rabaglio, quien culminó la obra. La primera piedra se colocó y bendijo con gran solemnidad el 20 de septiembre de 1739 y las obras se extendieron hasta su consagración en 1746. 
El proyecto se concibió como un conjunto donde lo arquitectónico y lo decorativo, incluyendo el programa iconográfico dedicado a los santos titulares, Justo y Pastor, se realizó en el mismo periodo temporal por diferentes artistas del entorno de la Corte, en el marco de la transición artística entre el Barroco tardío italiano y el Neoclásico de reciente aparición. 
Esta circunstancia, posible gracias al mecenazgo de la reina, que aportó grandes sumas de dinero durante los años que duró la construcción, explica la unicidad del conjunto monumental, única en el panorama artístico de la ciudad. A ello se une la excelente acústica  del interior, que se mantiene intacta hasta nuestros días, donde todos los elementos del conjunto se prestan a la creación de una "caja de música" excepcional, específicamente concebidos para ello.
En 1790, tras el incendio de la Plaza Mayor y la ruina de la cercana Iglesia de San Miguel de los Octoes, el edificio se convirtió en sede de ambas parroquias, que permanecieron en el edificio hasta 1892. 
A finales del siglo XIX se producen tres hechos fundamentales para la historia del templo. 
El primero de ellos fue la desaparición del Hospital de los Italianos, establecimiento de hermandad de dicha nacionalidad que contaba con el mecenazgo directo de los Nuncios destinados ante el Reino de España desde su fundación en 1583 y hasta su derribo en 1883.  Se situaba en la Carrera de San Jerónimo, justo enfrente del actual Congreso de los Diputados. El segundo de ellos es la creación de una nueva diócesis para Madrid en 1885, independiente de la de Toledo dotando de autoridad al nuevo obispo para reorganizar templos y parroquias de la capital, en pleno proceso de crecimiento debido a la Revolución Industrial y el éxodo rural. El tercero, el establecimiento de relaciones diplomáticas tal y como ahora las conocemos entre el Reino de España y el Estado Vaticano. Si bien estas siempre habían existido desde el siglo XIV y históricamente eran muy fluidas gracias a los monarcas tanto Austrias como Borbones, se afianzaron tras el Concordato de 1851 y el bipartidismo posterior, en el contexto de la Unificación Italiana y el reconocimiento del Papa como Señor espiritual pero también terrenal del Estado Vaticano por parte del Estado español.
Es en estas coordenadas históricas cuando el Estado Español decide mediante acuerdo oficial ceder la propiedad del templo a la Santa Sede. 
Tras esta cesión, que convierte al templo en iglesia pontificia, se trasladan las parroquias que tenían sede en la iglesia a dos nuevos emplazamientos: la primitiva Parroquia de los Santos Justo y Pastor pasa a la Iglesia de Nuestra Señora de las Maravillas, en la Plaza del Dos de Mayo, mientras que la Parroquia de San Miguel (antigua de los Octoes), pasa a ocupar una construcción de nueva planta en la populosa calle del General Ricardos. 
Todos estos acontecimientos propician que la nueva iglesia pontificia se consagre bajo una nueva advocación (aunque se repita la dedicación):  la de San Miguel Arcángel, patrón de las milicias celestiales y también de la diplomacia vaticana, siendo Papa León XIII y Nuncio Ángelo di Pietro.
El Nuncio confió la atención pastoral del templo a la Congregación del Santísimo Redentor de Madrid,y de la cual Vicente Nicasio Renuncio Toribio por muchos años fue responsable.En 1959, tras la marcha de los últimos redentoristas, el Nuncio encomendó dicha tarea a la Prelatura personal del Opus Dei, hasta nuestros días.
Desde el 19 de octubre de 1930 ostenta el título de Basílica Menor otorgado por el Papa Pío XI y fue declarada Monumento Histórico Artístico Nacional el 28 de noviembre de 1984.
Como curiosidad, el compositor de origen italiano Luigi Boccherini, fallecido en Madrid y feligrés de la parroquia, fue enterrado en la cripta del templo barroco, hasta que en 1927 Benito Mussolini ordenó llevar sus restos a Lucca, de donde el músico era natural. Se le dio sepultura en la iglesia de San Francisco, en el panteón de hijos ilustres de la citada ciudad toscana.

## Descripción

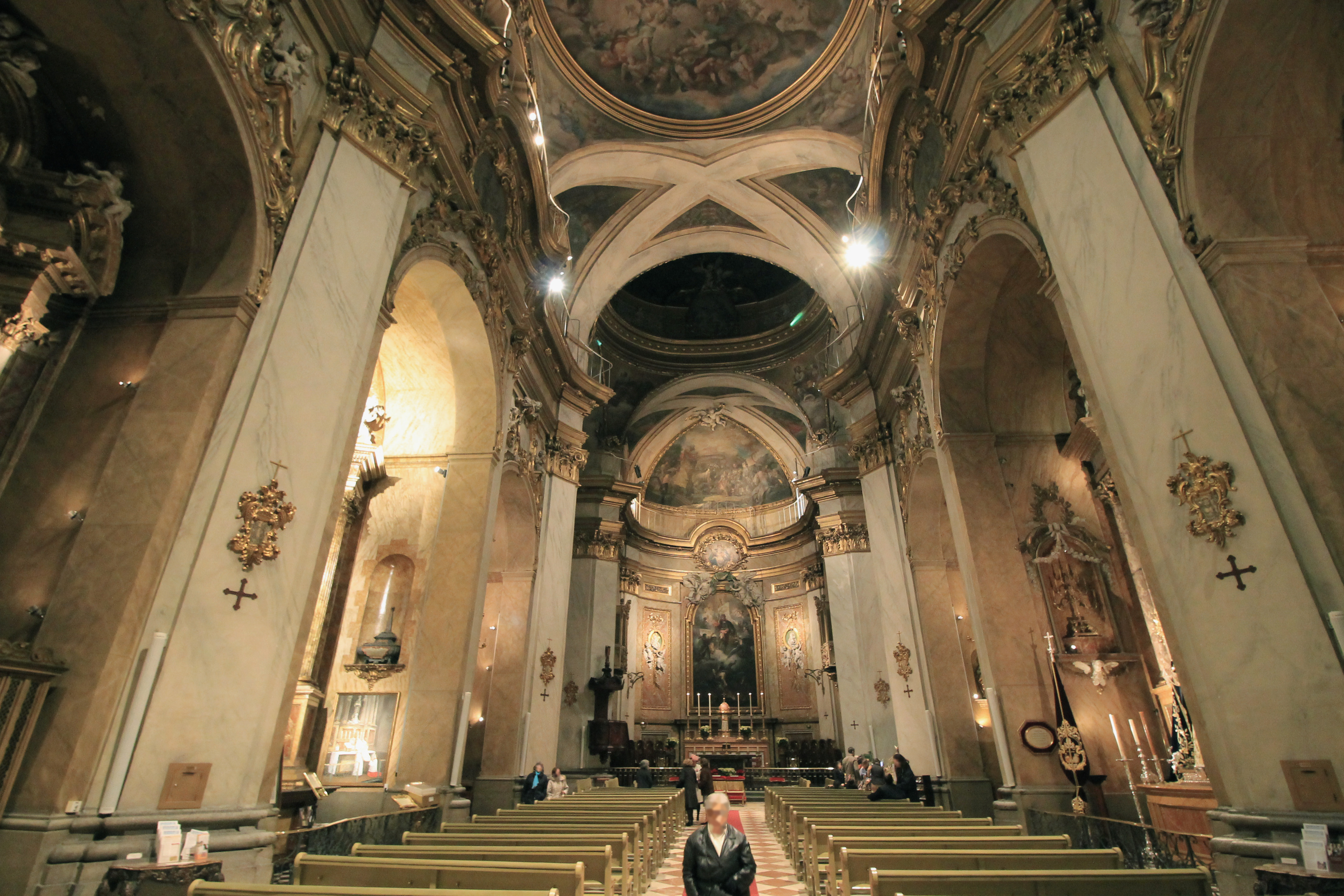
Interior de la basílica

El edificio, de planta de cruz latina, se debe al arquitecto italiano Santiago Bonavía, si bien fue encargado inicialmente a Teodoro Ardemans, que llegó a realizar un diseño, y fue terminado por Virgilio Rabaglio. Especialmente llamativa es su fachada, de forma convexa, rematada por dos torres con chapiteles, de influencia oriental, y un frontón, igualmente curvo.
La fachada integra varios conjuntos escultóricos. Las alegorías de la Caridad, de la Fe, de la Esperanza y de la Fortaleza, realizadas por Roberto Michel y Nicolás Caresana, adornan los dos cuerpos superiores. En la parte superior de la puerta de entrada, aparece un bajorrelieve, realizado por Caresana, donde se muestra el Martirio de los Santos Justo y Pastor, a los que estaba advocado el templo en sus orígenes.
La basílica mantiene en toda la estructura de su única nave distintos juegos de equilibrios, dada la tensión cóncava-convexa de las superficies y la alternancia de tramos circulares y elípticos con otros de arcos cruzados. A ello se añade la disposición oblicua de las pilastras y columnas, con respecto al eje central, y el cruce en forma de aspa de los arcos torales, en la bóveda.
La nave se cubre con cúpula rebajada, que se sostiene sobre pechinas de aristas reforzadas entre dos tramos rectos con arcos cruzados. Sobre el crucero se levanta una cúpula oval sobre anillo con balaustres. El presbiterio se cubre con bóveda de arista y cuarto de esfera. Las bóvedas de la nave están decoradas con frescos de Bartolomeo Rusca, realizados en 1745, en los que se representa la apoteosis celestial de los Santos Justo y Pastor con cuatro virtudes en las pechinas y los profetas Elías, Jeremías, David e Isaías pintados por Hatoy en las zonas triangulares de los tramos anterior y posterior. En las pechinas y cúpula del crucero y sobre el presbiterio las pinturas al fresco pertenecen a los hermanos Luis, Antonio y Alejandro González Velázquez, representando a los evangelistas (pechinas), Presentación de los santos Justo y Pastor ante el tirano y Martirio de los santos Justo y Pastor. En los laterales del presbiterio, pinturas de Hatoy de los arcángeles Barachiel, Gabriel y Jehudiel, a la izquierda, y Uriel, Rafael y Sealtiel a la derecha. Algunas otras pinturas en grisalla se disponen sobre el crucero y retablos laterales, completando una rica decoración de mármoles fingidos y estucos. Al pie, coro en alto con cubierta plana.
En las poco profundas capillas laterales se disponían retablos de aire clásico de finales del siglo XVIII reconstruidos en el siglo XX, en parte sustituidos por confesonarios al ser entregada la iglesia al Opus Dei, con esculturas, y en algún caso vidrieras, también modernas. El presbiterio lo ocupa un lienzo de gran tamaño dedicado a San Miguel, obra de Alejandro Ferrant fechada en 1897.
Entre las tallas más notables de la iglesia, se encuentra la imagen del Santísimo Cristo de la Fe y del Perdón, del siglo XVIII, obra del escultor Luis Salvador Carmona, que sale en procesión cada Domingo de Ramos sacado por la Hermandad de los Estudiantes, la primera de todas las que desfilan en la Semana Santa madrileña. Elías Tormo cita en el templo otra talla de Luis Salvador Carmona de Santa Librada crucificada, «muy bella», y un San Pascual Bailón también a él atribuido, que podrían haber pasado a otras dependencias.